# Pachystegia insignis
Pachystegia insignis là một loài thực vật có hoa trong họ Cúc. Loài này được (Hook.f.) Cheeseman mô tả khoa học đầu tiên năm 1925.